# Rodrigo Castro
Rodrigo Facundo Castro (San Francisco, Argentina; 11 de junio de 1993) es un futbolista argentino. Juega de mediocentro ofensivo y su equipo actual es Alianza Atlético de la Liga 1 del Perú.

## Trayectoria
En el 2015 desciende de categoría de la Primera B con Sportivo Belgrano.
En la temporada 2016/2017 asciende de categoría con Mitre de Santiago del Estero.
A inicios del 2019 fue fichado por Deportes Iquique por pedido del técnico argentino Pablo Sánchez.
En el 2021 ficha por Sportivo Luqueño para afrontar el torneo paraguayo y Copa Sudamericana 2021.
Para el 2022 ficha por Sol de América siendo dirigido por Pablo Guiñazú.
En el 2024 ficha por Alianza Atlético Sullana siendo presentado con el dorsal 7. Tuvo una temporada regular, siendo renovado su contrato por todo el 2025.

## Clubes
| Club                            | País      | Año           | PJ | Goles | Asistencias |
| ------------------------------- | --------- | ------------- | -- | ----- | ----------- |
| Girondins de Burdeos            | Francia   | 2011-2013     | 33 | 2     | 0           |
| FC Red Star Saint-Ouen (cesión) | Francia   | 2014-2015     | 10 | 0     | 0           |
| Sportivo Belgrano               | Argentina | 2015-2016     | 38 | 1     | 0           |
| Mitre de Santiago del Estero    | Argentina | 2017-2018     | 15 | 0     | 1           |
| Sarmiento de Resistencia        | Argentina | 2018-2019     | 12 | 0     | 0           |
| Deportes Iquique                | Chile     | 2019          | 20 | 0     | 2           |
| AC Barnechea (cesión)           | Chile     | 2019          | 4  | 0     | 0           |
| San Luis de Quillota            | Chile     | 2020          | 9  | 0     | 0           |
| Atlético de Rafaela             | Argentina | 2020-2021     | 7  | 0     | 0           |
| Sportivo Luqueño                | Paraguay  | 2021          | 24 | 3     | 2           |
| Sol de América                  | Paraguay  | 2022          | 26 | 0     | 2           |
| Gimnasia de Mendoza             | Argentina | 2023          | 25 | 8     | 0           |
| Alianza Atlético                | Perú      | 2024-presente | 39 | 1     | 3           |

## Palmarés

### Títulos nacionales
| Título               | Club                   | País    | Año     |
| -------------------- | ---------------------- | ------- | ------- |
| Copa de Francia      | Girondins de Burdeos   | Francia | 2012-13 |
| Championnat National | FC Red Star Saint-Ouen | Francia | 2014-15 |